# Gallinago solitaria
La agachadiza solitaria (Gallinago solitaria)  es una especie de ave limícola de la familia Scolopacidae. 
Se reproduce de forma discontinua en las montañas del este de Asia, en el este de Rusia, Kazajistán, Kirguistán y Mongolia. Algunas aves son sedentarias en las altas montañas o simplemente descienden en climas duros, pero otras son migratorias, invernando en el noreste de Irán, Pakistán, India, Corea y el norte de Japón. También es vagabundo en Arabia Saudita, la India oriental y Hong Kong.
Su hábitat son las ciénagas en las montañas y valles por encima de la línea arbolada, por lo general desde 2400 m hasta 5000 m.